# Cairo (Virginie-Occidentale)
Pour les articles homonymes, voir Cairo.
Cairo est une ville américaine située dans le comté de Ritchie en Virginie-Occidentale. Selon le recensement de 2010, Cairo compte 281 habitants.
La ville est fondée par des presbytériens écossais qui l'ont nommée en référence au Caire, en Égypte, en raison de l'eau et des terres fertiles du lieu. Cairo devient une municipalité le 22 octobre 1895,.